# Modiola
Modiola é um género botânico pertencente à família Malvaceae. Sua única espécie Modiola caroliniana também conhecida como Malva de Frutos Ouriçados, Alva Carolina e Babosila.
1. ↑  «Modiola — World Flora Online». www.worldfloraonline.org. Consultado em 19 de agosto de 2020